# آفا لازار
آفا لازار (بالإنجليزية: Ava Lazar)‏ هي ممثلة أمريكية، ولدت في 1955.

## أعمال

### مسلسلات
- سانتا باربرا

## وصلات خارجية
- آفا لازار على موقع IMDb (الإنجليزية)
- آفا لازار على موقع أول موفي (الإنجليزية)
- آفا لازار على موقع قاعدة بيانات الأفلام السويدية (السويدية)
- آفا لازار على موقع قاعدة بيانات الفيلم (الإنجليزية)
- آفا لازار على موقع كينوبويسك (الروسية)